# 菅谷徹
菅谷 徹（すがたに とおる、1984年6月22日 - ）は、日本の元男子バスケットボール選手である。ポジションはセンター。富山県新湊市出身。現黒田電気ブリット・スピリッツマネージャ。

## 来歴
高校は興誠高に進学しインターハイに出場した。京都産業大学在学中、当時のジェリコ・パブリセヴィッチHCによる日本代表第1回スプリングキャンプに呼ばれ欧州遠征にも参加した。ユニバーシアード代表にも選ばれた。
卒業後、黒田電気に入社。

## 人物
いわゆる「竹内世代」のひとり。小学6年次に186cm、中学3年次に200cmを超え、215cmの身長に達した。過去には220cm、216cmと報じられたこともあった。かつて「現役日本人スポーツ選手の中で最長身」だった。また歴代でも岡山恭崇 (230cm)、山崎昭史 (216cm) に次いで3位である。
姉・彩子も元三菱電機のバスケットボール選手で、現役当時山田久美子に次いで2位となる187cm（190cmとも）の長身であった。従妹にかつて女子バレーボール歴代最長身だった塚原佳代子がいる。

## 経歴
- 興誠高 - 京都産業大学 - 黒田電気（2007年〜）

## 日本代表歴
- 2005年ユニバーシアード